# Островок (Владимирский район)
Островок (укр. Острівок) — село в Зимневской сельской общине Владимирского района Волынской области Украины.
Население по переписи 2001 года составляет 588 человек. Почтовый индекс — 44751. Телефонный код — 3342. Занимает площадь 1,42 км².